# Tissierella praeacuta
Tissierella praeacuta è una specie di batterio appartenente alla famiglia delle Peptostreptococcaceae.